# アップル・デイ・ドリーム
『アップル・デイ・ドリーム』は城之内寧々による4コマ漫画作品。略称は「アプデイ」。『コミック百合姫』（一迅社）において2006年から2009年まで連載された。服飾店を舞台にデザイナー見習いと売り子の女性カップルの恋愛模様（百合）をコミカルに描く。
作者の初単行本化作品である。『コミック百合姫』で2006年10月 (Vol.6) から2009年10月 (Vol.18) まで連載。携帯電話向けサイト「アニメイトブックス」でも2007年5月から6月まで連載された。数社に持ち込みや投稿を続けたが採用されず、『コミック百合姫』という発表媒体を得るまで構想から10年近くかかっている。

## 作品内容
由真は原宿にある服飾店の新人販売員。155センチメートルの小柄な体にFカップの胸が目を引く。店で取り扱っているヴィクトリアンクラシカル（ゴスロリとは似て非なる）のブランド「アップル・デイ・ドリーム」の少女趣味なドレスに身を包んでいる。
薫は本社の企画課に勤めるデザイナー。と言っても採用されるのは小物のデザインばかりの下っ端に過ぎない。由真に惚れこんで、会うため店へ毎日のように通う。由真は薫に対してだけ厳しく、下僕のようにこき使うが、無理難題に苦労することこそ薫の喜びである。
なかなか底の見えない由真に対し、薫はつねに本音全開で由真に尽くし、そして煩わしく思われるというのが基本的な関係。素直だがひねりのない薫のアプローチは由真に批判され続ける。

## 登場人物
一ノ宮 薫（いちのみや かおる）
株式会社アカモートのアパレル事業部企画課に勤めるデザイナー見習い兼雑用係。可愛い女の子に目がなく、胸が大きければなお好み。長身で、貴婦人ラインのブランド「ZOE」を着こなし、黙っていれば格好いい。自分の愛情を素直に表現することには長けているが、相手の気持ちを察するにはまだまだ修行が必要。
桜丘 由真（さくらがおか ゆま）
原宿にある路面店の新人販売員。短身で胸が大きい、いわゆるトランジスターグラマー。店では令嬢ラインのブランド「アップル・デイ・ドリーム」 (ADD) を着ている。「ツンデレ」とされているが滅多に「デレ」を見せない。薫の言動については不満を感じており、その愛情表現にも冷たい態度を取りがちだが、薫のデザインセンスには共感するところが多い。
永山 あゆみ（ながやま あゆみ）
路面店の販売員で由真の先輩。美人で眼鏡をかけており、ストレートヘアーの肩から下を縦ロールにしている。誰に対しても素でわがままを言える。あゆ姫と称されるネットアイドルにして同人作家。入社当時には出る杭として周囲から叩かれたが、雰囲気を察することのない薫から「似合う」「可愛い」と応援されることで救われる。
落合 華子（おちあい はなこ）
由真達が勤める路面店の店長。基本は常識人で、個性派の販売員達に対しても寛大。
ヒロ
株式会社アカモートの主力デザイナー。男性。「ADD」、「ZOE」、紳士向けブランド「EDEN」を一手に手がける。社長と恋仲であるが浮気癖もあり、頻繁に社長から仕置きを受けている。一瞬のインスピレーションを根拠にたった1日で路面店の改装を強行させるなど、芸術家肌のわがままさを持つ。薫の上司であり、親しみを込めて薫を「かおるん」と呼ぶ。

## 書誌情報
- 城之内寧々 『アップル・デイ・ドリーム』 一迅社〈百合姫コミックス〉、全2巻
  1. 2007年8月1日初版発行（7月18日発売）、ISBN 978-4-7580-7019-5
  2. 2010年1月1日初版発行（2009年12月18日発売）、ISBN 978-4-7580-7068-3